# Mary Jackson (mathématicienne)
Pour les articles homonymes, voir Mary Jackson (homonymie), Winston et Jackson.
Mary Jackson, née Mary Winston le 9 avril 1921 à Hampton dans l'état de Virginie et morte le 11 février 2005 dans la même ville, est une mathématicienne et ingénieure américaine en aérospatiale.
Elle travaille au National Advisory Committee for Aeronautics (NACA), qui devient la NASA en 1958,.
Le 25 juin 2020, l'administrateur de la NASA Jim Bridenstine honore sa mémoire en baptisant de son nom les bâtiments du siège de la NASA, à Washington,.

## Biographie

### Jeunesse et formation
Mary Winston Jackson est la fille d'Ella et Frank Winston. Elle grandit à Hampton, où elle fait ses études secondaires à la Phenix High School (en) et y excelle. Elle est admise à l'université de Hampton et obtient une licence en mathématiques et sciences physiques en 1942. Elle devient membre de la sororité étudiante Alpha Kappa Alpha, la première sororité crée par et pour les femmes universitaires afro-américaines. Après sa licence, elle accepte un poste de professeure de mathématiques dans une école noire dans le comté de Calvert au Maryland. En 1943, elle retourne à Hampton et occupe un poste de réceptionniste à l'United Service Organizations. Elle aide des enfants noirs de sa communauté à créer leur propre soufflerie pour avions miniatures[Quoi ?] et s'investit dans le scoutisme (elle est cheffe scout pendant 20 ans). Elle est ensuite employée comme bibliothécaire au département de santé de l'université de Hampton. Elle occupe ensuite un autre poste comme secrétaire pour l'armée au Fort Monroe.

### Carrière à la NACA-NASA

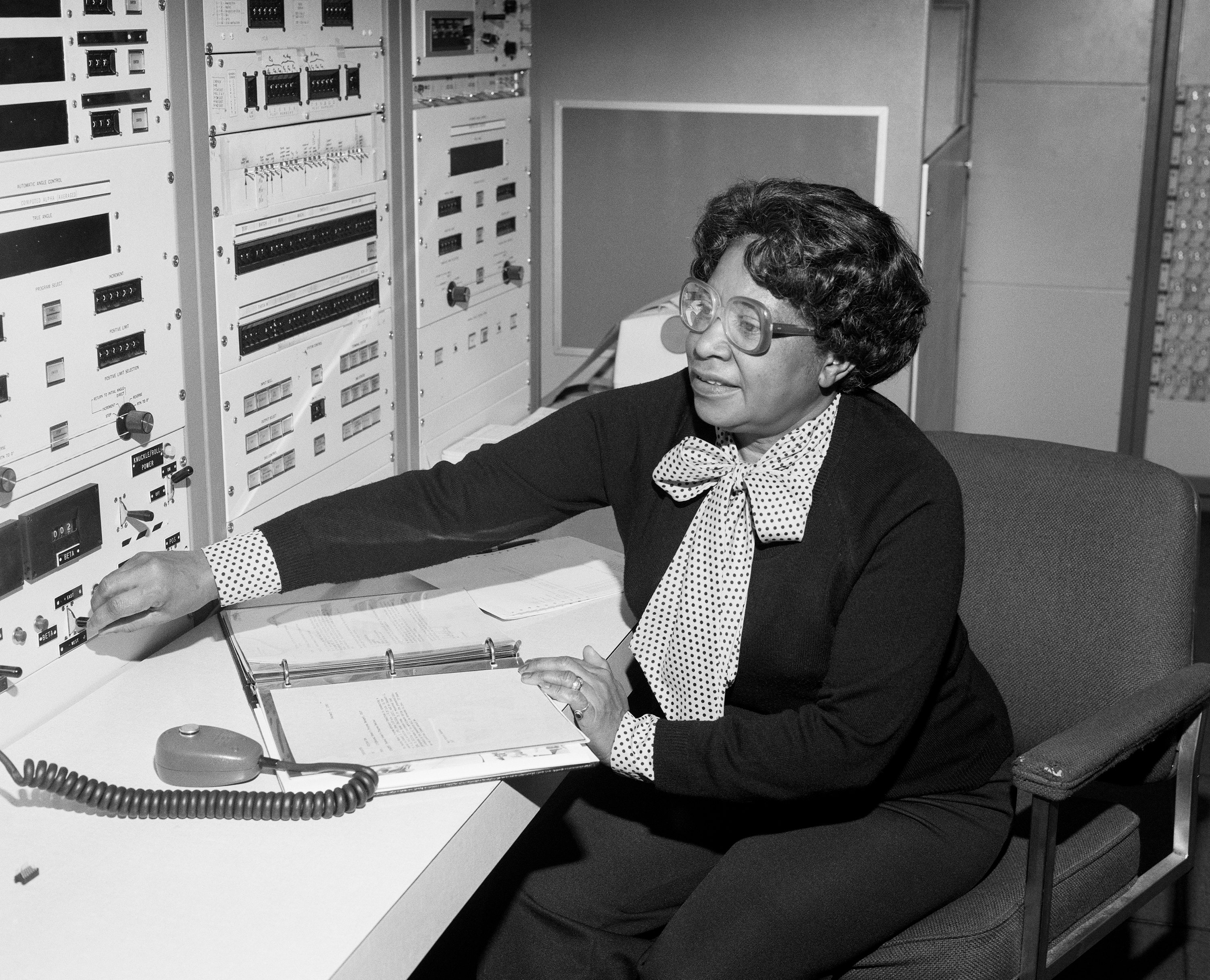
Mary Jackson au travail en 1980.

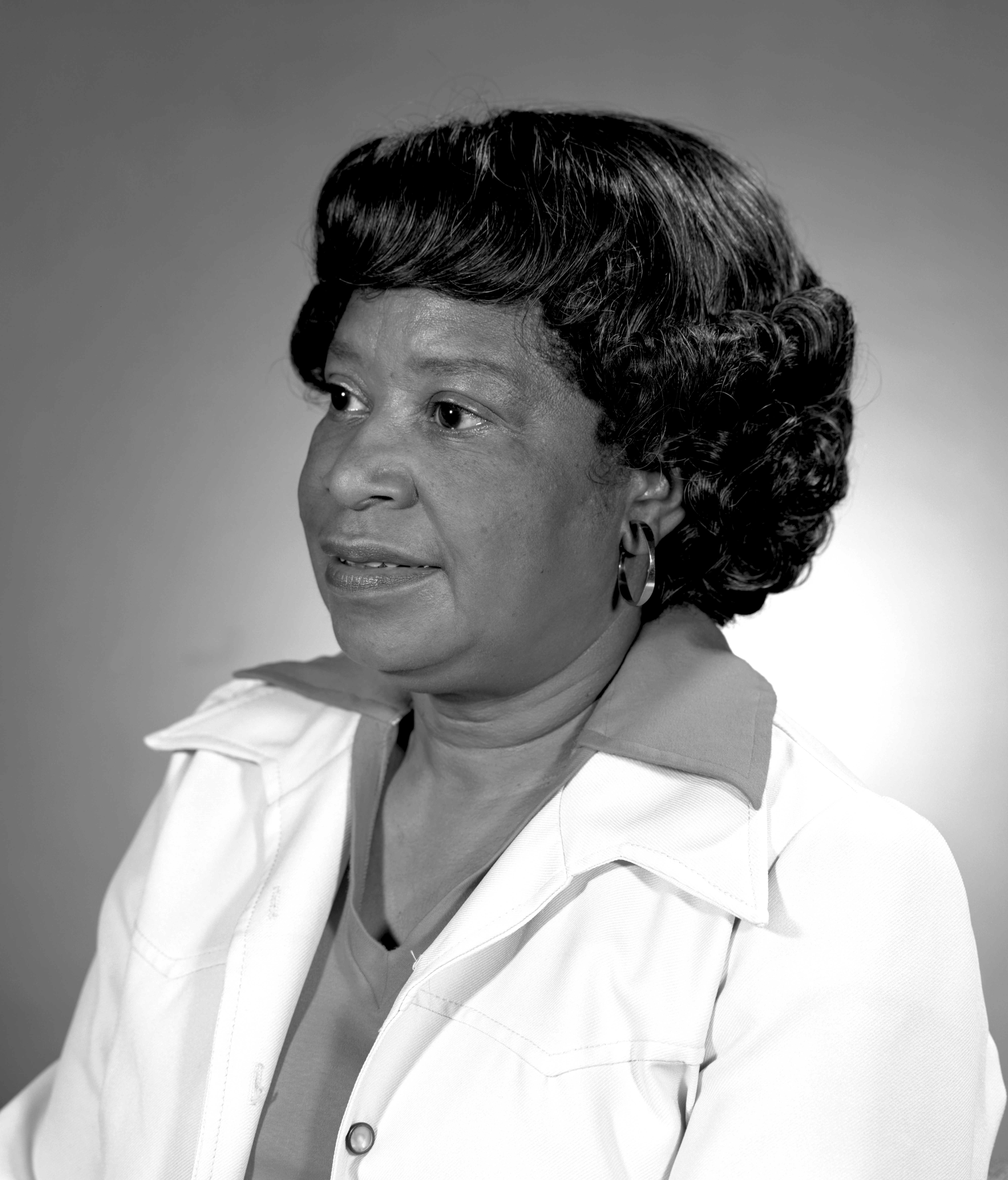
Portrait de Mary Jackson. Septembre 1979.

En 1951, elle entre dans la section informatique du centre de recherche Langley et travaille dans un groupe de calculatrices dirigé par Dorothy Vaughan. Ce groupe, appelé West Area Computers, est composé entièrement de mathématiciennes afro-américaines. En 1953, l'ingénieur Kazimierz Czarnecki (en) l'invite à travailler avec lui au département de recherche sur la compressibilité. Ils travaillent ensemble sur la soufflerie supersonique. Elle entame ensuite une formation spéciale pour devenir ingénieure en suivant des cours du soir de mathématiques et de physique dispensés par l’Université de Virginie dans les locaux du lycée d’Hampton. Cependant, elle doit au préalable demander à la ville de Hampton une autorisation spéciale, car l’établissement est réservé aux personnes de race blanche. Elle réussit cette formation et en 1958, elle devient la première femme noire ingénieure de la NASA. La même année, elle publie les premiers résultats de ses recherches intitulés Effects of Nose Angle and Mach Number on Transition on Cones at Supersonic Speeds. Elle analyse ensuite les données d'expériences de soufflerie et d'expériences de vol à vitesse supersonique afin d'analyser les efforts aérodynamiques comme la poussée ou la traînée. Elle a écrit et co-écrit 12 articles techniques pour le NACA et la NASA,. Plusieurs années plus tard, elle est promue et travaille avec les officiers mécaniciens navigants.
Mary Jackson aide les femmes et les minorités à avancer dans leur carrière en leur conseillant quoi étudier pour passer facilement de mathématicienne à ingénieure (suivant sa propre expérience).
Après 34 ans passés à la NASA, Mary Jackson atteint le plus haut grade d'ingénieure qui lui est possible sans devenir une dirigeante. Elle accepte une diminution de salaire pour se réorienter dans l'administration et l'égalité des chances. Après avoir suivi une formation au siège de la NASA, elle retourne à Langley, où elle s'investit pour faire changer les choses et mettre en valeur les femmes et les minorités qui excellent dans leur domaine. Elle travaille en tant que manager responsable du programme pour les femmes auprès du bureau d'égalité des chances de la NASA. Elle travaille à la NASA jusqu'à sa retraite en 1985.

## Contexte
Mary Jackson commence sa carrière, alors que les États-Unis traversent une période de ségrégation raciale (1877-1964) et ce depuis des décennies. Son employeur, la NASA, n'échappe pas à cette règle. Lorsque Mary Jackson commence sa carrière à la NASA, les personnes noires sont séparées des autres personnes. Quand Mary Jackson devient ingénieure, elle subit les regards des autres, mais aussi les conséquences de la ségrégation. Ainsi, même les petites choses du quotidien deviennent compliquées. L'exemple des toilettes, que l'on peut voir dans le film "les figures de l'ombre", montre que les personnes de couleurs doivent faire plus d'effort que les autres pour finir leurs travaux. De plus, la condition des études qui lui ont permis de passer de calculatrice à ingénieure sont difficiles, puisqu'elle est obligée de demander à un juge la permission d'étudier au sein d'une université blanche. L’emprunt de livre pour pouvoir étudier est également difficile, puisqu'elle a le droit de prendre un nombre très limité d'ouvrages. Grâce à elle, la NASA est l'une des premières organisations gouvernementales à stopper la ségrégation en son sein. Mary Jackson devient alors un modèle.

## Distinctions
Mary Jackson reçoit le 11 août 2019 à titre posthume la médaille d'or du congrès, plus haute distinction civile décernée par le Congrès des États-Unis, comme Dorothy Vaughan (titre posthume), Katherine Johnson et le Dr Christine Darden. La même loi les récompensant (Hidden Figures Congressional Gold Medal Act) attribue la médaille d'or du congrès à toutes les femmes ayant contribué par leur travail (mathématique, informatique, ingénierie) au développement de la NACA et de la NASA.

## Publications et brevets
- Czarnecki, K. R., & Jackson, M. W. (1958). Effects of nose angle and Mach number on transition on cones at supersonic speeds. (No. NACA-TN-4388).
- Jackson, M. W., & Czarnecki, K. R. (1960). Investigation by Schlieren technique of methods of fixing fully turbulent flow on models at supersonic speeds (Vol. 242). National Aeronautics and Space Administration.
- Czarnecki, K. R., & Jackson, M. W. (1961). Effects of Cone Angel, Mach Number, and Nose Blunting on Transition at Supersonic Speeds (Vol. 634). National Aeronautics and Space Administration. (No. NASA-TN-D-634).
- Jackson, M. W., & Czarnecki, K. R. (1961). Boundary-layer transition on a group of blunt nose shapes at a Mach number of 2.20. National Aeronautics and Space Administration. (No. NASA-TN-D-932).
- Czarnecki, K. R., Jackson, M. W., & Monta, W. J. (1963). Studies of skin friction at supersonic speeds. NASA Conference on Supersonic-Transport Feasibility Studies and Supporting Research, 177-189.
- Czarnecki, K. R., Jackson, M. W., & Monta, W. J. (1965). Turbulent skin friction at high Reynolds numbers and low supersonic velocities. (No. NASA-TN-D-2687).
- Czarnecki, K. R., Jackson, M. W., & Sorrells III, R. B. (1966). Measurement by wake momentum surveys at Mach 1.61 and 2.01 of turbulent boundary-layer skin friction on five swept wings. (No. NASA-TN-D-3764).
- Czarnecki, K. R., Allen, J. M., & Jackson, M. W. (janvier 1967). "Boundary-layer transition on hypersonic-cruise aircraft". Dans Conf. on Hypersonic Aircraft Technol, National Aeronautics and Space Administration.
- Czarnecki, K. R., & Jackson, M. W. (1970). Theoretical Pressure Distributions Over Arbitrarily Shaped Periodic Waves in Subsonic Compressible Flow, and Comparison with Experiment. National Aeronautics and Space Administration. (No. NASA-TN-D-5984).
- Czarnecki, K. R., & Jackson, M. W. (1975). Turbulent boundary-layer separation due to a forward-facing step. AIAA Journal, 13(12), 1585-1591.

## Culture populaire
Mary Jackson, ainsi que Dorothy Vaughan et Katherine Johnson, font l'objet du livre Les Figures de l'ombre de Margot Lee Shetterly, adapté au cinéma en 2017 sous le titre Les Figures de l'ombre, où elle est incarnée par l'actrice Janelle Monáe,.

## Héritage
En 2018, le conseil scolaire de Salt Lake City a voté pour que l'école élémentaire Jackson de Salt Lake City, dans l'Utah, soit rebaptisée en l'honneur de Mary Jackson au lieu du président Andrew Jackson.
Le bâtiment du siège de la NASA à Washington, D.C., a été rebaptisé Mary W. Jackson NASA Headquarters lors d'une cérémonie virtuelle le 26 février 2021.
D'avril 2023 à avril 2024, l'Espace pour la vie (Montréal), avec l'artiste MissMe, rend hommage à Mary Jackson et 6 autres femmes scientifiques, Katherine Johnson, Lise Meitner, Donna Strickland, Vera Rubin, Jocelyn Bell et Emmy Noether, « restées inconnues trop longtemps » avec l'exposition nobELLES dans le Planétarium,,,.